# Typhlomys cinereus
Typhlomys cinereus е вид бозайник от семейство Бодливи сънливци (Platacanthomyidae), единствен представител на род Typhlomys.

## Разпространение
Видът е разпространен във Виетнам и Китай (Анхуей, Гуанси, Гуейджоу, Джъдзян, Дзянси, Съчуан, Фудзиен, Хубей, Хунан, Шънси и Юннан).